# Myrmarachne gigantea
Myrmarachne gigantea là một loài nhện trong họ Salticidae.
Loài này thuộc chi Myrmarachne. Myrmarachne gigantea được Marek Żabka miêu tả năm 1985.